# Mercallo
Mercallo är en ort och kommun i provinsen Varese i regionen Lombardiet i Italien. Kommunen hade 1 815 invånare (2018).